# Blikloop
De Blikloop is een beek in de Nederlandse provincie Noord-Brabant. 

## Loop
De beek ontspringt uit meerdere bronnen ten zuiden van Sprundel. Alle bronnen zijn samengekomen voordat de Blikloop de Lokkerstraat in Sprundel kruist. Na een paar kilometer mondt de Blikloop uit in de Bijloop ten noorden van het natuurgebied de "Pannenhoef".

## Zijbeken
De Blikloop heeft twee zijbeken, de Oude Turfvaart en de Schijfsche Loop.